# Solleröns församling
Solleröns församling var en församling i Västerås stift och i Mora kommun i Dalarnas län. Församlingen uppgick 2010 i Mora församling. 

## Administrativ historik
Församlingen bildades före 1775 genom en utbrytning ur Mora församling som kapellförsamling. Församlingens namn var mellan 8 mars 1775 och 26 oktober 1888 Sofia Magdalena församling och Sofia Magdalena var nybliven drottning i Sverige då namnet valdes.
Efter att en kort tid före 1775 ingått i pastoratet Mora, Våmhus och Sollerön, så utgjorde församlingen därefter till 2006 ett eget pastorat. Från 2006 ingick församlingen i pastoratet Mora, Våmhus, Venjan och Sollerön. Församlingen uppgick 2010 i Mora församling.

## Kyrkobyggnader
- Sollerö kyrka
- Allianskapellet
- Gesunda bönhus